# Hemianopsie

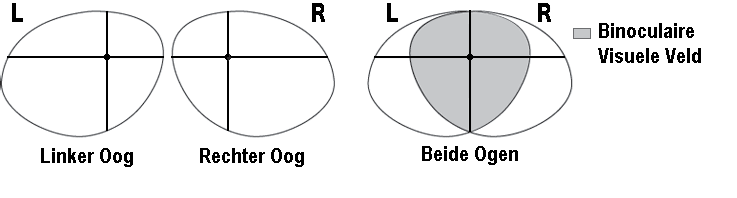

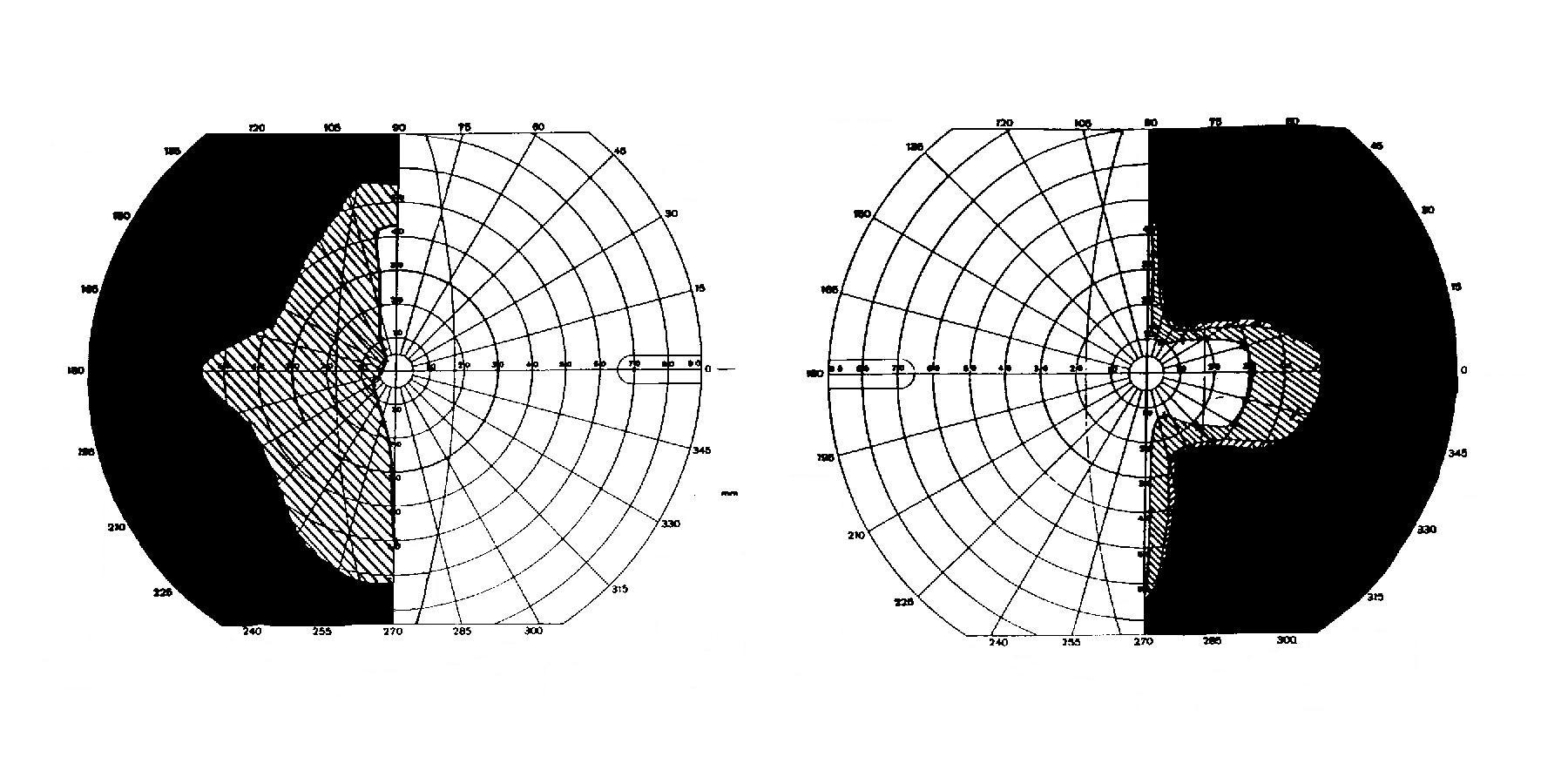

Hemianopsie of halfzijdige blindheid houdt in dat men blind is voor de linker- of rechterhelft van het gezichtsveld. Als het voor beide ogen optreedt, spreekt men van bilaterale hemianopsie. Hemianopsie kan verschillende vormen aannemen afhankelijk van de plaats waar een beschadiging of afwijking in de optische zenuwbanen van het netvlies naar de visuele cortex optreedt. Bij hemianopsie is er vaak met het oog zelf niets mis.
Globaal kunnen hierbij de volgende laesies voorkomen:
- Een laesie van het netvlies (retina) of de oogzenuw (nervus opticus) Dit geeft geen hemianopsie maar al dan niet gedeeltelijke gezichtsvelduitval, blindheid of slechtziendheid aan één oog (geval nr. 1 in de afbeelding).
- Een laesie (of druk veroorzaakt door een tumor) van het chiasma opticum (kruising der gezichtszenuwen), de plaats waar de oogzenuwen elkaar kruisen (geval nr. 2 in de afbeelding). De temporale (aan de kant van de slaap gelegen) delen van het gezichtsveld projecteren naar de nasale (aan de kant van de neus gelegen) delen van het netvlies. Omdat deze gebieden via de contralaterale zenuwbanen en het chiasma opticum 'oversteken', vallen bij beschadiging van het chiasma opticum ook de buitenste delen van het gezichtsveld weg. Deze afwijking heet daarom bitemporale hemianopsie. Het is echter ook mogelijk dat de binnenste of nasale delen van het gezichtsveld wegvallen. Dit noemt men een binasale hemianopsie. Deze stoornis treedt echter niet op bij een beschadiging van het chiasma opticum, maar bij laesies van de temporale delen van het netvlies van beide ogen, of bij laesies van de ipsilaterale (niet gekruiste) zenuwbanen die de temporale delen van netvlies met de hersenschors verbinden. In beide gevallen produceert de laesie een afwijking waarbij verschillende delen van het gezichtveld wegvallen: dit noem men ook wel heteronieme hemianopsie.
- Een laesie van de tractus opticus, de zenuwbanen voorbij het chiasma opticum (geval nr. 3 in de afbeelding). Omdat hier dezelfde delen van het gezichtsveld zijn aangetast, spreekt men van homonieme hemianopsie.
- Een laesie in de radiatio optica (gezichtsstraling): de zenuwbanen die lopen van het corpus geniculatum laterale (CGL) van de thalamus, naar de primaire visuele schors (geval nr. 4 in de afbeelding). Deze zenuwvezels projecteren naar verschillende delen van de visuele schors binnen dezelfde hersenhelft. In het getoonde voorbeeld heeft dit tot gevolg dat niet de helft maar een kwart (linker bovenste kwadrant) van het gezichtsveld uitvalt. Bovendien geldt de uitval voor het veld dat aan de tegenovergestelde kant van de laesie ligt. Met noemt dit daarom ook wel een bovenste contralaterale kwadrantanopsie.
- Een laesie in de visuele schors (gezichtsschors) zelf, waarbij de plaats en omvang van de laesie bepaalt welk deel van het gezichtsveld (boven of onder) uitvalt. Beschadiging van de visuele schors in de strook boven de fissura calcarina geeft een uitval van het onderste kwadrant (geval nr. 5), en van de visuele schors in de strook daaronder een uitval van het bovenste kwadrant (geval nr. 6) van het gezichtsveld. Het meest centrale deel van het gezichtsveld, dat op de gele vlek (macula lutea) in het midden van het netvlies projecteert, is hierbij intact gebleven. Dit komt doordat de representatie van de macula een relatief groot deel van de visuele schors in beslag neemt, en daarom ook minder kwetsbaar is voor een kleine enkelvoudige laesie. Meer omvangrijke laesies van de visuele schors waarbij beide delen van de fissura calcarina zijn betrokken, zullen tot uitval van een groter gebied (ongeveer het halve gezichtsveld) kunnen leiden.

De aard van de uitval van het gezichtsveld zegt dus al veel over de plaats van het probleem. In het netvlies, in de oogzenuw, bij het chiasma opticum (vaak is er dan iets gaande in de hypofyse dat druk op de oogzenuw uitoefent), of in de hersenen zelf. In de hersenen zelf kan het gevolg zijn van een hersenbloeding, bijvoorbeeld door een AVM met een subarachnoïdale bloeding, trauma aan de hersenen, door een herseninfarct of door een hersentumor, waardoor men blind kan worden aan zowel de linker- of rechterhelft van het gezichtsveld, voor beide ogen (bilaterale hemianopsie).